# Mangalor

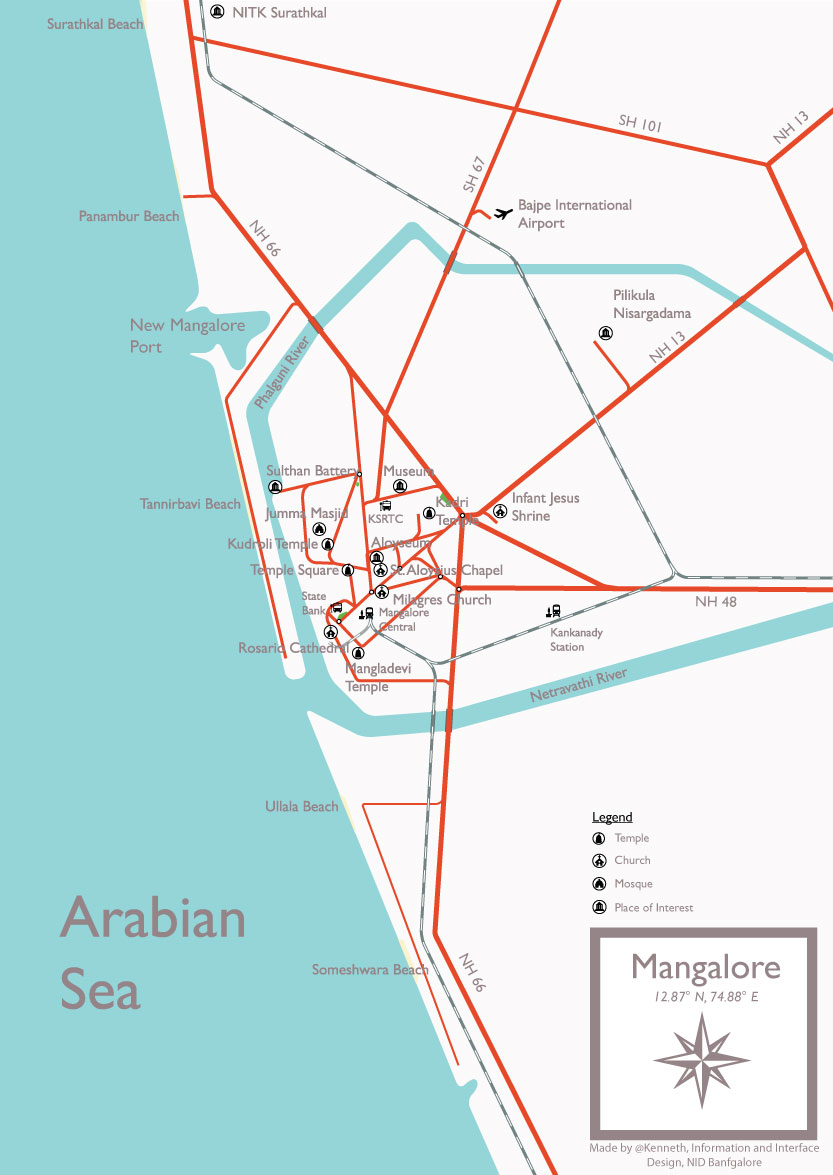
Mangalor tájékozódási térképe

Mangalor (egyéb nevein: Mangalúr, Mangaluru, kannada nyelven:  ಮಂಗಳೂರು, angolul: Mangalore) város Indiában, az Arab-tenger partján, Karnátaka államban. Lakossága 485 ezer, elővárosokkal 620 ezer fő volt 2011-ben.
A város már egy 7. századi leírásban szerepel, mint Mangalapura. A középkorban a tengerentúli kereskedelem egyik fontos fűszerkikötője volt. Ma főleg kávét, kakaót, kesudiót, borsot és gránitot exportálnak innen. Fő iparágak a vegyipar, kőolajfinomítás, textil- és elektrotechnikai ipar, a mezőgazdasági termények feldolgozása.

## Látnivalók
Múltjának kevés emléke maradt, legszebb a 11. századi Mandzsunátha-templom és a 19. század végéről a St. Aloysius College kápolnája. 
A város környéki falvakban számtalan dzsaina templom és kolostor van. Közülük a leggyönyörűbb a Mudábidrínél levő (35 km É-ra) 15. századi Csandranátha-basztí. Még tovább északra, Karkalánál, egy hegy csúcsát egy 13 m magas Gómatésvara szobor uralja, utánzata a sravánabélagólai monolitnak. A hegy lábánál a 16. századi Csaturmukha-basztí épülete áll. 

## Éghajlat
Éghajlata trópusi monszun. Az évi hőingadozás csekély. Az esős évszak májustól novemberig, a száraz évszak november végétől május elejéig tart. Az évi csapadékmennyiség kb. 3400-3800 mm. Legcsapadékosabb időszak a június-augusztus.
| Hónap                                   | Jan. | Feb. | Már. | Ápr. | Máj. | Jún. | Júl. | Aug. | Szep. | Okt. | Nov. | Dec. | Év   |
| --------------------------------------- | ---- | ---- | ---- | ---- | ---- | ---- | ---- | ---- | ----- | ---- | ---- | ---- | ---- |
| Átlagos max. hőmérséklet (°C)           | 32,8 | 33,0 | 33,5 | 34,0 | 33,3 | 29,7 | 28,2 | 28,4 | 29,5  | 31,0 | 32,3 | 32,8 | 31,5 |
| Átlagos min. hőmérséklet (°C)           | 20,8 | 21,8 | 23,6 | 25,0 | 25,0 | 23,4 | 23,0 | 23,0 | 23,0  | 23,0 | 22,4 | 21,2 | 22,9 |
| Átl. csapadékmennyiség (mm)             | 0    | 0    | 3    | 24   | 183  | 1027 | 1200 | 787  | 292   | 191  | 71   | 16   | 3794 |
| Forrás: India Meteorological Department |      |      |      |      |      |      |      |      |       |      |      |      |      |

## Fordítás
Ez a szócikk részben vagy egészben  a   Mangalore című angol Wikipédia-szócikk fordításán alapul.  Az eredeti cikk szerkesztőit annak laptörténete sorolja fel. Ez a jelzés csupán a megfogalmazás eredetét és a szerzői jogokat jelzi, nem szolgál a cikkben szereplő információk forrásmegjelöléseként.
Ez a szócikk részben vagy egészben  a   Mangalore című német Wikipédia-szócikk fordításán alapul.  Az eredeti cikk szerkesztőit annak laptörténete sorolja fel. Ez a jelzés csupán a megfogalmazás eredetét és a szerzői jogokat jelzi, nem szolgál a cikkben szereplő információk forrásmegjelöléseként.